# Rádio Ukrajina
Rádio Ukrajina je česká rozhlasová stanice vysílající v ukrajinštině.
Vysílá na internetu a je též šířeno některými multiplexy DAB.
Vysílání bylo ukončeno zřejmě v létě 2024.